# Asien-Meisterschaften im Straßenradsport

Logo der ACC

Die Asien-Meisterschaften im Straßenradsport werden vom Asiatischen Radsportverband ACC an jährlich wechselnden Orten veranstaltet. Sie dienen der Ermittlung der kontinentalen Meister im Straßenradsport.

## Geschichte
Die ersten Meisterschaften fanden 1963 statt und beinhalteten, wie zu jener Zeit auch die UCI-Weltmeisterschaften, Wettbewerbe im Bahn- und Straßenradsport, die gleichzeitig oder in enger Verbindung zueinander stattfanden, also im selben Land und kurz nacheinander. Bis 1999 fanden sie alle zwei Jahre statt, danach jährlich. 1997 richtete der Iran nur die Wettkämpfe der Männer aus, die der Frauen fanden in Seoul statt. Seit 2017 werden die Bahn- und Straßen-Wettbewerbe getrennt voneinander ausgetragen.
Im Laufe der Zeit wurden auch Wettkämpfe für die Kategorie der Junioren sowie im Paracycling integriert. So wurde die Veranstaltung 2023 in Rayong offiziell als 42. Straßen-Meisterschaft, 29. Junioren-Meisterschaft und 11. Paracycling-Meisterschaft bezeichnet.

## Austragungsorte
- 1963:  Kuala Lumpur
- 1965:  Manila
- 1967:  Bangkok
- 1969:  Seoul
- 1971:  Singapur
- 1973:  Izu
- 1975:  Jakarta (abgesagt)
- 1977:  Manila
- 1979:  Kuala Lumpur
- 1981:  Bangkok
- 1983:  Manila
- 1985:  Incheon
- 1987:  Jakarta
- 1989:  Neu-Delhi
- 1991:  Peking
- 1993:  Ipoh
- 1995:  Quezon City
- 1997:  Teheran /  Seoul
- 1999:  Maebashi
- 2000:  Shanghai
- 2001:  Kaohsiung
- 2002:  Bangkok
- 2003:  Changwon
- 2004:  Yokkaichi
- 2005:  Ludhiana
- 2006:  Kuala Lumpur
- 2007:  Bangkok
- 2008:  Nara
- 2009:  Tenggarong
- 2010:  Schardscha
- 2011:  Nakhon Ratchasima
- 2012:  Kuala Lumpur
- 2013:  Neu-Delhi
- 2014:  Astana
- 2015:  Nakhon Ratchasima
- 2016:  Izu
- 2017:  Manama
- 2018:  Naypyidaw
- 2019:  Taschkent
- 2020:  Cyberjaya (abgesagt)
- 2021: ausgefallen
- 2022:  Duschanbe
- 2023:  Rayong
- 2024:  Almaty
- 2025:  Phitsanulok